# غواصة يو-114
كانت الغواصة يو-114 واحدة من 329 غواصة خدمت في البحرية الإمبراطورية الألمانية خلال الحرب العالمية الأولى.